# اوپولزنو
اوپولزنو (به لاتین: Opolzneve) یک منطقهٔ مسکونی در اوکراین است که در شهرداری یالتا واقع شده‌است. اوپولزنو ۳۹۰ نفر جمعیت دارد و ۳۳۴ متر بالاتر از سطح دریا واقع شده‌است.